# モッシャー試薬
モッシャー試薬（モッシャーしやく、Mosher's reagent、略称 MTPA）とは、マンデル酸の構造が元となったカルボン酸の一種、α-メトキシ-α-（トリフルオロメチル）フェニル酢酸 のこと。有機化合物の不斉構造や光学純度を調べるために用いられる光学活性誘導体化試薬のひとつで、ハリー・モッシャーによって最初にその用途が示された。モッシャー試薬自身も光学活性体があり、R体とS体のいずれも市販品が入手可能である。この試薬を用いた絶対配置の決定法が、モッシャー法、新モッシャー法として知られる。

## 用途
光学活性誘導体化試薬としての利用ではまず、絶対配置や光学純度が不明なアルコールやアミンとモッシャー試薬とを脱水縮合させてエステルまたはアミドとする。その生成物はモッシャー試薬由来の光学中心が導入されたことでジアステレオマーとなっているため NMR スペクトル上に違いが現れる。そのシグナルの化学シフトの変化や積分比を解析することで、元のアルコールやアミンの絶対配置や光学純度を決定する。絶対配置の決定法についての詳細は「モッシャー法」そして改良法である「新モッシャー法」の項目を参照されたい。
高い反応性が望まれる場合にはカルボン酸の酸塩化物を用いる。これもモッシャー試薬と呼ばれる。なお命名法の関係上、モッシャー試薬のカルボン酸を酸塩化物にするとRとSが逆転する。このことがしばしば混乱の元となるので注意が必要である。